# Kanton Amiens-7
Der Kanton Amiens-7 ist seit 2015 ein französischer Wahlkreis für die Wahl des Départementrats im Département Somme in der Region Hauts-de-France. Er umfasst fünf Gemeinden im Arrondissement Amiens, sein Bureau centralisateur befindet sich in Amiens.

## Gemeinden
Der Kanton besteht aus fünf Gemeinden und Gemeindeteilen mit insgesamt 29.176 Einwohnern (Stand: 1. Januar 2022) auf einer Gesamtfläche von 36,03 km²:
| Gemeinde        | Einwohner 1. Januar 2022 | Fläche km² | Dichte Einw./km² | Code INSEE | Postleitzahl        |
| --------------- | ------------------------ | ---------- | ---------------- | ---------- | ------------------- |
| Amiens          | 18.919                   | 4,56       | 4.149            | 80021      | 80000, 80080, 80090 |
| Pont-de-Metz    | 2.440                    | 7,69       | 317              | 80632      | 80480               |
| Saleux          | 2.767                    | 8,02       | 345              | 80724      | 80480               |
| Salouël         | 4.188                    | 4,58       | 914              | 80725      | 80480               |
| Vers-sur-Selle  | 862                      | 11,18      | 77               | 80791      | 80480               |
| Kanton Amiens-7 | 29.176                   | 36,03      | 810              | 8012       | –                   |

1. ↑   Nur der südwestliche Teil der Gemeinde, der Rest verteilt sich auf die Kantone Amiens-1, Amiens-2, Amiens-3, Amiens-4, Amiens-5 und Amiens-6.